# Rodrigo Barrera
Rodrigo Hernán Barrera Funes (Chile, 30 de marzo de 1970) es un exfutbolista y administrador de empresas chileno. Jugaba como delantero.

## Trayectoria
Producto de las divisiones inferiores de Universidad Católica, debutó con el primer equipo durante la temporada 1988.en el equipo cruzado tuvo 3 etapas, en donde marcó 118 goles en 352 partidos, siendo el segundo goleador histórico del equipo cruzado. Entre 1995 y 1996 estuvo cedido a préstamo en el Necaxa mexicano, no siendo adquirida su carta tras no haber acuerdo entre los equipos.
A fines de 1996, tras el término de su contrato con el equipo cruzado, tuvo ofertas de Colo-Colo y Universidad de Chile, tras analizar las ofertas terminó firmando por La U. Pese a un comienzo difícil por su pasado cruzado, logró consolidarse, estando 5 temporadas en el conjunto azul, en las cuales logró 2 Copas Chile y 2 campeonatos de Primera División.
Tras un año inactivo, en 2004 juega por el Olympiakos Nicosia FC de Chipre, volviendo a la U el segundo semestre de 2004. Cierra su carrera vistiendo las camisetas de Deportes Melipilla, y Palestino, hasta su retiro a fines de 2006.

## Selección nacional
Fue internacional con la Selección de Chile 22 veces y marcó 5 goles entre 1993 y 1998.

### Participaciones en Preolímpicos
| Torneo                     | Sede     | Resultado    |
| -------------------------- | -------- | ------------ |
| Preolímpico Sub-23 de 1992 | Paraguay | Primera Fase |

### Participaciones en Copa América
| Torneo            | Sede    | Resultado     | PJ | Goles |
| ----------------- | ------- | ------------- | -- | ----- |
| Copa América 1993 | Ecuador | Primera ronda | 3  | 0     |
| Copa América 1995 | Uruguay | Primera ronda | 2  | 0     |

### Participaciones en Copas del Mundo
| Mundial              | Sede    | Resultado        | PJ | Goles |
| -------------------- | ------- | ---------------- | -- | ----- |
| Copa Mundial de 1998 | Francia | Octavos de final | 0  | 0     |

### Participaciones en eliminatorias a la Copa del Mundo
| Eliminatoria                 | Sede    | Resultado   | Posición | PJ | Goles |
| ---------------------------- | ------- | ----------- | -------- | -- | ----- |
| Clasificatorias Francia 1998 | Francia | Clasificado | 4.º      | 2  | 1     |

### Partidos internacionales
| Partidos internacionales | Partidos internacionales | Partidos internacionales                    | Partidos internacionales | Partidos internacionales | Partidos internacionales | Partidos internacionales | Partidos internacionales | Partidos internacionales | Partidos internacionales     |
| N.º                      | Fecha                    | Estadio                                     | Local                    | Resultado                | Visitante                | Goles                    | Asistencias              | DT                       | Competición                  |
| ------------------------ | ------------------------ | ------------------------------------------- | ------------------------ | ------------------------ | ------------------------ | ------------------------ | ------------------------ | ------------------------ | ---------------------------- |
| 1                        | 6 de junio de 1993       | Nemesio Camacho El Campín, Bogotá, Colombia | Colombia                 | 1-0                      | Chile                    |                          |                          | Arturo Salah             | Amistoso                     |
| 2                        | 9 de junio de 1993       | Olímpico Atahualpa, Quito, Ecuador          | Ecuador                  | 1-2                      | Chile                    | Anotado                  |                          | Arturo Salah             | Amistoso                     |
| 3                        | 18 de junio de 1993      | Alejandro Serrano Aguilar, Cuenca, Ecuador  | Chile                    | 0-1                      | Paraguay                 |                          |                          | Arturo Salah             | Copa América 1993            |
| 4                        | 21 de junio de 1993      | Alejandro Serrano Aguilar, Cuenca, Ecuador  | Brasil                   | 2-3                      | Chile                    |                          |                          | Arturo Salah             | Copa América 1993            |
| 5                        | 24 de junio de 1993      | Alejandro Serrano Aguilar, Cuenca, Ecuador  | Chile                    | 0-1                      | Perú                     |                          |                          | Arturo Salah             | Copa América 1993            |
| 6                        | 30 de abril de 1994      | University Stadium, Albuquerque, EEUU       | Estados Unidos           | 0-2                      | Chile                    | Anotado                  |                          | Mirko Jozić              | Amistoso                     |
| 7                        | 18 de mayo de 1994       | Nacional, Santiago, Chile                   | Chile                    | 3-3                      | Argentina                | Anotado · Anotado        |                          | Mirko Jozić              | Amistoso                     |
| 8                        | 25 de mayo de 1994       | Nacional, Santiago, Chile                   | Chile                    | 2-1                      | Perú                     |                          |                          | Mirko Jozić              | Amistoso                     |
| 9                        | 21 de septiembre de 1994 | Nacional, Santiago, Chile                   | Chile                    | 1-2                      | Bolivia                  |                          |                          | Mirko Jozić              | Amistoso                     |
| 10                       | 16 de noviembre de 1994  | Nacional, Santiago, Chile                   | Chile                    | 0-3                      | Argentina                |                          |                          | Mirko Jozić              | Amistoso                     |
| 11                       | 8 de julio de 1995       | Parque Artigas, Paysandú, Uruguay           | Estados Unidos           | 2-1                      | Chile                    |                          |                          | Xabier Azkargorta        | Copa América 1995            |
| 12                       | 14 de julio de 1995      | Parque Artigas, Paysandú, Uruguay           | Chile                    | 2-2                      | Bolivia                  |                          |                          | Xabier Azkargorta        | Copa América 1995            |
| 13                       | 12 de octubre de 1997    | Nacional, Santiago, Chile                   | Chile                    | 4-0                      | Perú                     |                          |                          | Nelson Acosta            | Clasificatorias Francia 1998 |
| 14                       | 7 de noviembre de 1997   | Regional, Antofagasta, Chile                | Chile                    | 4-1                      | Guatemala                |                          |                          | Nelson Acosta            | Amistoso                     |
| 15                       | 16 de noviembre de 1997  | Nacional, Santiago, Chile                   | Chile                    | 3-0                      | Bolivia                  | Anotado                  |                          | Nelson Acosta            | Clasificatorias Francia 1998 |
| 16                       | 31 de enero de 1998      | Hong Kong, So Kon Po, Hong Kong             | Irán                     | 1-1 4-2 pen.             | Chile                    |                          |                          | Nelson Acosta            | Carlsberg Cup 1998           |
| 17                       | 4 de febrero de 1998     | Ericsson Stadium, Auckland, Nueva Zelanda   | Nueva Zelanda            | 0-0                      | Chile                    |                          |                          | Nelson Acosta            | Amistoso                     |
| 18                       | 7 de febrero de 1998     | Parque Olímpico, Melbourne, Australia       | Australia                | 0-1                      | Chile                    |                          |                          | Nelson Acosta            | Amistoso                     |
| 19                       | 11 de febrero de 1998    | Wembley, Londres, Inglaterra                | Inglaterra               | 0-2                      | Chile                    |                          |                          | Nelson Acosta            | Amistoso                     |
| 20                       | 29 de abril de 1998      | Nacional, Santiago, Chile                   | Chile                    | 1-0                      | Lituania                 |                          |                          | Nelson Acosta            | Amistoso                     |
| 21                       | 24 de mayo de 1998       | Nacional, Santiago, Chile                   | Chile                    | 2-2                      | Uruguay                  |                          |                          | Nelson Acosta            | Amistoso                     |
| 22                       | 4 de junio de 1998       | Parc des Sports, Aviñón, Francia            | Marruecos                | 1-1                      | Chile                    |                          |                          | Nelson Acosta            | Amistoso                     |
| Total                    | Total                    | Total                                       | Presencias               | 22                       | Goles                    | 5                        |                          |                          |                              |

| Selección chilena | Selección chilena | Selección chilena |
| Año               | Partidos          | Goles             |
| ----------------- | ----------------- | ----------------- |
| 1993              | 5                 | 1                 |
| 1994              | 5                 | 3                 |
| 1995              | 2                 | 0                 |
| 1997              | 3                 | 1                 |
| 1998              | 7                 | 0                 |
| Total             | 22                | 5                 |

## Clubes
| Club                  | País   | Año       |
| --------------------- | ------ | --------- |
| Universidad Católica  | Chile  | 1988-1996 |
| → Necaxa (cedido)     | México | 1995-1996 |
| Universidad de Chile  | Chile  | 1997-2001 |
| Universidad Católica  | Chile  | 2002      |
| Olympiakos Nicosia FC | Chipre | 2004      |
| Universidad de Chile  | Chile  | 2004      |
| Deportes Melipilla    | Chile  | 2005      |
| Palestino             | Chile  | 2006      |

### Con Universidad Católica
| Club                         | Competición               | Goles | Part. | Media goleadora |
| ---------------------------- | ------------------------- | ----- | ----- | --------------- |
| Universidad Católica · Chile | Primera División          | 77    | 232   | 0.33            |
| Universidad Católica · Chile | Copa Chile                | 33    | 84    | 0.39            |
| Universidad Católica · Chile | Copa Libertadores         | 6     | 29    | 0.21            |
| Universidad Católica · Chile | Torneo Invierno           | 1     | 3     | 0.33            |
| Universidad Católica · Chile | Copa Interamericana       | 1     | 2     | 0.5             |
| Universidad Católica · Chile | Liguilla Pre-Sudamericana | 0     | 2     | 0.00            |
| Total club                   | Total club                | 118   | 352   | 0.34            |

## Palmarés

### Torneos nacionales oficiales
| Título           | Club                 | País   | Año     |
| ---------------- | -------------------- | ------ | ------- |
| Copa Chile       | Universidad Católica | Chile  | 1991    |
| Copa Chile       | Universidad Católica | Chile  | 1995    |
| Primera División | Necaxa               | México | 1995-96 |
| Copa Chile       | Universidad de Chile | Chile  | 1998    |
| Primera División | Universidad de Chile | Chile  | 1999    |
| Copa Chile       | Universidad de Chile | Chile  | 2000    |
| Primera División | Universidad de Chile | Chile  | 2000    |
| Primera División | Universidad Católica | Chile  | 2002-A  |

### Torneos internacionales oficiales
| Título              | Club                 | Sede              | Año  |
| ------------------- | -------------------- | ----------------- | ---- |
| Copa Interamericana | Universidad Católica | Santiago de Chile | 1994 |